# 레이 맥
레이먼드 잭 맥(영어: Raymond James Mack, 출생 당시 이름은 Raymond James Mlckovsky, 1916년 8월 31일~1969년 5월 7일)은 미국의 프로 야구 선수로, 메이저 리그 베이스볼(MLB)에서 2루수로 뛰었다. 1938년부터 1946년까지 클리블랜드 인디언스, 1947년에 뉴욕 양키스와 시카고 컵스 소속이었다. 통산 9시즌 동안 2,707타수에서 타율 .232, 629안타, 34홈런, 278타점, 237득점, 35도루, 2루타 113개, 3루타 24개를 기록했다.
미국 오하이오주 클리블랜드에서 태어나, 케이스 응용 과학 학교(오늘날의 케이스 웨스턴 리저브 대학교)를 다니며 뛰어난 미식축구 선수로 이름이 알려져 '케이스 에이스'(Case Ace)라는 별명을 얻었다. 1938년 NFL 드래프트에서 시카고 베어스의 지명을 받았으나, 야구에 대한 열정 때문에 프로 미식축구 선수의 길을 거절했다. 이후 세미프로 야구팀에서 뛰다가, 1938년에 클리블랜드 인디언스와 계약했다.
6 피트 (1.8 m)와 200 파운드 (91 kg)의 신체 조건을 갖춘 맥은 타격보다는 수비 능력으로 유명했고, 특히 1940년대 초 클리블랜드의 유격수 루 부드로와 더블 플레이 콤비를 이뤘다. 1940년 아메리칸 올스타 팀에 선정되었고, 스포츠맨스 파크에서 치러진 올스타전에서 8회에 선발 출전한 2루수 조 고든을 대신해 대타로 출전했다. 하지만 시카고 컵스의 투수 래리 프렌치에게 삼진을 당했고, 아메리칸 리그는 내셔널 리그에 4–0으로 패했다. 아이러니하게도 1947년 시즌에 고든은 맥이 차지하고 있던 인디언스의 주전 2루수 자리를 이어받았다.
통산 .966의 수비율을 기록했으며 597번의 더블 플레이에 관여했다. 1940년 개막전에서 다이빙 캐치로 마지막 아웃카운트를 잡아내어 밥 펠러의 노히터를 지켜냈다. 1946년 시즌 이후 인디언스의 빌 비크 신임 단장의 결정으로 뉴욕 양키스로 트레이드되었다. 이를 통해 클리블랜드는 1948년 신인 시즌을 보낸 투수 진 비어든을 데려올 수 있었다.
맥은 오하이오주 부사이러스에서 세상을 떠났다. 그의 아들 톰 맥은 내셔널 풋볼 리그의 로스앤젤레스 램스에서 선수 생활을 했으며, 1999년 프로 풋볼 명예의 전당에 헌액되었다.